# Дуче
Дуче (итал. Duce, што значи вођа) је италијанска титула, настала од латинске ријечи дукс. Вођа Националне фашистичке партије Бенито Мусолини се међу фашистима престављао као Il Duce (Вођа) покрета и на позивао се на диктаторску позицију као Sua Eccellenza Benito Mussolini, Capo del Governo, Duce del Fascismo e Fondatore dell'Impero (Његова екселенција Бенито Мусолини, Шеф владе, Вођа фашизма и оснивач царства). Установљена је 1925. године при чему је ималац положаја владао у име Краља Италије. Оснивач царства је додата за ексклузивну употребу Мусолинију у знак признања за званични легални етитет Италијанско царства у име Краља 1936. године усљед италијанске побједе у Другом итало-абисинском рату. Позицију је Мусолини држао све до 1943. године када је уклоњена из кабинета од стране краља, а кабинет премијера поново уведен. Овај положај је био модел коју су прихватиле и друге фашистичке вође, као што је титула Фирера коју је има Адолф Хитлер. Септембра 1943. године Мусолини је за себе узео титулу Вођа Италијанске Социјалне Републике (итал. Duce della Repubblica Sociale Italiana).